# Clássico das Multidões (Maceió)
Clássico das Multidões é um clássico do futebol brasileiro disputado entre o Clube de Regatas Brasil e o Centro Sportivo Alagoano, os dois principais clubes de Maceió, Alagoas, que já se enfrentaram 526 vezes desde 1916. Foram 189 vitórias do CRB, 159 vitórias do CSA e 178 empates.
O CRB, vermelho e branco, e o CSA, azul e branco, possuem, juntos, as cores da bandeira de Alagoas. Essas cores também são as tradicionais de um dos folguedos culturais mais populares do estado: o Pastoril, onde o Azul disputa a hegemonia com o Encarnado (vermelho).

## Histórico
Em 1939 ocorreu a maior goleada do clássico, o chamado "Jogo da Sofia", quando o CRB venceu o CSA por 6 a 0.

### A polêmica final de 1975
Em 1975 ocorreu a final mais polêmica da história do Campeonato Alagoano. O duelo entre CRB e CSA ficou marcado por diversos erros da arbitragem a favor do time azulino que se sagrou campeão estadual naquele ano. A final foi disputada em jogo único e o CSA tinha a vantagem de ser campeão mesmo com um empate por ter feito uma campanha melhor ao longo da competição. Tão pouco a partida começou e o CRB abriu o placar no Estádio Rei Pelé, com 11 minutos de jogo. Ao longo do jogo, o árbitro favoreceu o CSA em diversos momentos. No final do primeiro tempo dois jogadores do CRB foram expulsos, pois segundo o árbitro, haviam provocado a torcida rival. O CSA se aproveitou da vantagem numérica no segundo tempo para aplicar uma pressão incrível no rival, porém não conseguia fazer o gol até que o árbitro sinalizou pênalti para o time azulino aos 40 minutos do segundo tempo. No final do jogo o CRB ainda faria o gol da vitória se o juiz não finalizasse a partida antes do atacante Leando Pezão finalizar depois de ter ele já driblado o goleiro.

### Anos 90
Em 1992 ocorreu uma das maiores goleadas do confronto. Vitória do CRB sobre o CSA por 5 a 2 no Campo da Pajuçara que rendeu o título antecipado ao Galo com destaque para o atacante Jerônimo que marcou três gols.
No ano seguinte o CRB conquistou o bicampeonato estadual ao derrotar o CSA na final do Campeonato Alagoano numa vitória emocionante por 3 a 1 com um dos maiores públicos da história do Estádio Rei Pelé.
Em 1994 o CSA se vingou e bateu o CRB na final do Estadual. No ano seguinte o CRB derrotou o seu rival na decisão.
Nos anos seguintes só deu CSA, que conseguiu superar seu rival em três finais seguidas do Campeonato Alagoano em 1996, 1997 e 1998.

### 2003: Clássico do Rebaixamento
Em 2003 o CSA entrou em campo contra o CRB na última rodada precisando de uma vitória para escapar do rebaixamento inédito para a segunda divisão alagoana. A partida ficou marcada pela grande rivalidade e terminou com um desfecho trágico para o time azulino, que foi derrotado pelo Galo por 4 a 2.

### 2006: Maior Público
Em 2006 CRB e CSA protagonizaram o duelo que contou com a maior presença de público da história do confronto, atingindo marca de 22 mil pagantes (na época o Rei Pelé tinha capacidade para 30 mil pessoas). A partida era válida pela semifinal do Campeonato Alagoano e foi bastante equilibrada, terminando com um empate por 2 a 2. O time azulino abriu o placar logo no início da partida com gol de Alisson, mas o CRB virou a partida ainda na primeira etapa com gols de Júnior Amorim e Bebeto. No segundo tempo o CSA reage e consegue o empate com gol de Alexsandro. Esse resultado foi melhor para o CSA que conseguiu a vaga para disputar a final do Campeonato Alagoano 2006.

### 2009: Clássico do spray
Em 02 de abril CSA e CRB iniciaram a disputa de um dos clássicos mais violentos e emblemáticos da história. A partida transcorria normalmente até os 12 minutos do 2° tempo quando o jogador Carlos Diogo, zagueiro do CSA, fez falta no meia Da Silva e acabou sendo expulso, pois já tinha cartão amarelo. Esse foi o segundo jogador expulso do time azulino - aos 3 minutos da segunda etapa o atacante Júnior Amorim já havia ido embora mais cedo - o que irritou os jogadores do CSA que foram pra cima da arbitragem. A polícia teve que intervir e acabou havendo uma troca de agressões entre um policial e o jogador Esquerdinha. Os policiais tiveram que usar spray de pimenta para conter a confusão. Devido aos efeitos do spray seis jogadores do CSA alegaram não ter condições de continuar a partida.
Nove dias depois houve a continuação do confronto. Mesmo com dois a menos o CSA abriu o placar com gol de Fábio Lopes aos 12 minutos. Após o susto o CRB pressionou e chegou ao empate aos 30 minutos com gol do atacante Calmon. No fim do jogo o mesmo Calmon voltou a marcar e virou o placar do jogo.

### 2009: Clássico do Bi-Rebaixamento
Em 03 de maio de 2009 o CSA entrava em campo para enfrentar o CRB em um clássico decisivo, valendo a permanência do time azulino na primeira divisão e uma classificação do Galo para a semifinal. O Galo saiu na frente aos 27 do primeiro tempo com gol de Calmon, artilheiro do Campeonato Alagoano, mas o CSA empatou ainda no primeiro tempo com gol de Júnior Amorim aos 44 minutos. Precisando da vitória, o Azulão se mandou pra cima do seu rival, mas logo aos 18 minutos o atacante Da Silva, ex-CSA, marcou o gol que rebaixou seu ex-clube para a segundona pela segunda vez na história. Mesmo com a vitória o CRB não conseguiu se classificar para a semifinal, uma vez que dependia também de uma derrota do ASA em casa para o Corinthians Alagoano.

### 2010: Empate na reinauguração do Trapichão
Em 2010 ocorreu apenas um clássico das multidões. A partida foi válida pela fase classificatória da Copa do Nordeste daquele ano e marcou a reinauguração do famoso Estádio Rei Pelé ou Trapichão, palco do futebol Alagoas. O Galo saiu na frente com gol do atacante Edmar, mas não demorou muito para o CSA reagir e virar a partida com gols de Alex Sandro e Catânia.  O empate do CRB veio logo depois no cruzamento de Renatinho que contou com o desvio de Anderson Paraíba para deixar tudo igual ainda no primeiro tempo.

### 2011: Quebra do Tabu
Em 2011 o CSA enfrentou o CRB correndo risco de rebaixamento, mas desta vez houve desfecho diferente. Bateu o rival  por 1 a 0 com gol dramático marcado pelo atacante Washington nos acréscimos. Ainda por cima, quebrou o tabu de quatro anos sem vencer um clássico contra o CRB.

### 2012: O clássico das cadeiras
Em 21 de abril CSA e CRB protagonizaram um clássico emocionante no Rei Pelé em partida válida pela 9° rodada do Segundo Turno do Campeonato Alagoano. O CRB teve um começo melhor e conseguiu abrir vantagem de 2 a 0 no primeiro tempo com gols dos laterais Elsinho e Jadílson. Após o fim da primeira etapa os torcedores do alvirrubro começaram a provocar seus adversários. O CSA voltou mais forte para o segundo tempo e conseguiu uma reação surpreendente, conseguindo um empate com dois gols do atacante Roni. Além disso, o time azulino ainda teve um gol anulado. Após o término da partida os torcedores do CRB em protesto contra o clube arremessaram as cadeiras do Rei Pelé no gramado, num episódio que deu nome ao jogo.

### 2013: A Final no centenário do CSA
Em 2013, CRB e CSA se enfrentaram na final do Campeonato Alagoano depois de 11 anos sem decidirem o título estadual. O jogo de ida terminou com uma grande vitória do time regatiano por 4 a 2, porém qualquer vitória azulina no jogo de volta levaria a disputa para os pênaltis. Por isso, o CRB foi pra cima do CSA no segundo jogo, mas não conseguiu abrir o placar e acabou sofrendo um gol no final da partida. Com o resultado de 1 a 0 a favor do azulinos, o título foi decidido nos pênaltis, que terminou com o CRB se sagrando campeão estadual pela 27° vez.

### 2014: Eliminação do CSA
Em 2014, CRB e CSA se enfrentaram na última rodada da fase classificatória do estadual, em que o CSA precisava vencer para se classificar à próxima fase e conseguir uma vaga para a Série D, porém foi o CRB que se deu bem, vencendo o clássico por 1 a 0, com gol de Diego Rosa. Antes deste confronto CRB e CSA já haviam se enfrentado uma vez em partida válida pelo primeiro turno do Campeonato Alagoano e terminou empatado com placar de 1x1, gols de Diego Clementino (CSA) e Paulo Vitor (CRB).

### 2015: rivalidade e o "clássico da prisão"
Em 2015 CRB e CSA protagonizaram um clássico violento, que terminou com a expulsão e prisão do jogador Preto, do CSA, que sequer entrou em campo, saindo do banco de reservas direto para a viatura. A confusão foi gerada por uma reclamação do time do CSA, que alegou que o árbitro estava beneficiando o CRB por ter deixado de marcar uma falta a favor do time azulino. A partida terminou com vitória do CRB por 1 a 0. Este jogo ocorreu logo em sequência à emocionante vitória do CRB por 2 a 1 de virada sobre o CSA no Rei Pelé, com o time azulino abrindo o placar com gol do atacante Reinaldo Alagoano aproveitando o rebate no chute do meia Elyeser e o CRB conseguindo a virada no segundo tempo com gols de Zé Carlos e Fernando.

### 2016: O "Cadê vocês?" e título do CRB
Em 2016 a rivalidade voltou a esquentar com a vitória marcante do CSA sobre o rival pelo placar de 4 a 1, pois nas comemorações os jogadores do CSA provocaram o rival com um gesto provocativo, no qual os jogadores levam as mãos ao rosto representando um binóculo, intitulado "cadê você?". Nesse mesmo ano, o CRB respondeu conquistando o título estadual contra o CSA, vencendo por 2 a 0 no jogo de ida e 1 a 0 no jogo da volta. Após o término da partida os torcedores de ambas equipes invadiram o campo e protagonizaram cenas de vandalismo e violência que ganharam repercussão internacional nos jornais mais famosos do mundo. As cenas fortes mostraram torcedores do CSA cercando e espandando um torcedor do CRB. Apesar da demora do atendimento, a confusão não tomou proporções maiores. Cinco pessoas ficaram feridas e foram encaminhadas ao HGE-AL.

### 2017: Clássico do Silêncio
Em 19 de fevereiro de 2017 CSA e CRB protagonizaram, pela primeira vez na história, um clássico com portões fechados. O ocorrido se deu por conta de uma punição imposta pelo TJD-AL devido às cenas de vandalismo que ambas torcidas protagonizaram na final do Campeonato Alagoano 2016. A partida era válida pela 6° rodada da primeira fase do Campeonato Alagoano 2017 e terminou empatada por 1 a 1 com gols de  Flávio Boaventura para o CRB e Cleyton para o CSA.
Em 26 de março, ainda por conta da punição, os rivais voltaram a realizar mais um clássico sendo torcida. Desta vez válido pela 10° rodada da primeira fase do Campeonato Alagoano. Novamente a partida acabou empatada (0 a 0) mostrando o equilíbrio entre as equipes na temporada.

### 2017: Clássico com torcida única
Em 09 de abril de 2017 ocorreu o primeiro Clássico das Multidões com torcida única. A partida era válida pelo Hexagonal Decisivo do Campeonato Alagoano 2017 e mais uma vez acabou empatada por 0 a 0, mostrando mais uma vez o equilíbrio entre as duas equipes.

### 2017: Final
Ainda em 2017 CRB e CSA se enfrentariam mais duas vezes fazendo a final do Campeonato Alagoano. Com certeza o dia 07 de maio mexeu bastante com o emocional dos torcedores de ambas equipes, ainda mais depois de um confronto recheado de lances incríveis. Após vencer o jogo de ida pelo placar apertado de 1 a 0, o CRB jogava por um empate para ser campeão pelo terceiro ano consecutivo, já para o CSA só a vitória importava para quebrar o incômodo jejum de títulos (a última conquista relevante do clube foi em 2008 numa emocionante final contra o ASA). Para superar seu rival o clube azulino contou com todo apoio de sua torcida fanática que compareceu em peso para este jogo onde o Estádio Rei Pelé ficaria pintado de azul e branco, assim como o céu aberto daquela tarde em Maceió.
O cenário era perfeito para o time azulino fazer mais um capítulo bonito de sua história, mas foi o Galo que saiu na frente. Logo aos 10 minutos de jogo, Edson Ratinho bateu escanteio e o zagueiro Adalberto cabeceou com força pro fundo da rede azulina, abrindo o placar da partida. Não demorou muito para o CSA responder e logo aos 17 minutos o lateral-direito Celsinho, também de cabeça, empatou a partida. Só que nem deu tempo do torcedor azulino vibrar, já que no minuto seguinte o CRB respondeu e largou novamente na frente; Diego invadiu a área e tocou para Danilo Pires, que só ajeitou para o atacante Mailson empurrar pra rede e deixar os regatianos em festa fora do estádio.
Ainda no primeiro tempo o atacante Neto Baiano, o "artilheiro das decisões", balançou as redes novamente numa final contra o CSA - esse foi o quarto gol de Neto em uma final contra o CSA  - , desta vez marcando um golaço de voleio e aumentando ainda mais o clima de festa para os alvirubros. Só que três minutos depois o meia Daniel Costa marcou de falta para o CSA e deixou o clima novamente tenso no Estádio Rei Pelé. E assim foi encerrado um primeiro tempo bastante animado, num jogo que prometia ainda mais emoção para o segundo tempo.
Na segunda etapa o CSA foi pra cima e até que criou boas chances, numa delas chegando a acertar a trave num chute de fora da área, mas o gol não saiu e a partida terminou com vitória regatiana por 3 a 2 e uma festa em vermelho e branco pelas ruas da cidade. Com este resultado o CRB conanista o tricampeonato estadual, o 30° título de sua história, enquanto o CSA terá que continuar nessa demora para voltar a alegrar seu torcedor com a conquista de um título.

### 2018: A Revanche
No primeiro clássico de 2018 o CRB conquistou uma vitória valiosa com Renato Potiguar marcando o único gol do jogo. Após esse duelo, os rivais voltaram a se enfrentar na final do Campeonato Alagoano pelo terceiro ano consecutivo. No jogo de ida vitória do CRB por 1x0 com gol de Neto Baiano marcado logo no início da partida. Esse foi o quinto jogo consetivo vencido pelo CRB em finais contra o CSA. Mas no jogo de volta o CSA conseguiu dar fim a esse tabu contra o CRB em finais e conquistou uma belíssima vitória por 2x0. Os gols foram marcados por Didira e Daniel Costa ainda no primeiro tempo. Com esse resultado o CSA sagrou-se campeão alagoano pela 38° vez, pondo fim a espera de 10 anos desde seu último título. 
Ainda no ano de 2018 CSA e CRB disputaram mais dois jogos pelo Campeonato Brasileiro de Futebol de 2018 - Série B, ambos terminaram com placar de 0x0.

### 2022: Semifinal após 16 anos
CRB e CSA se enfrentaram nas finais do Campeonato Alagoano desde o ano de 2016 e após 6 decisões seguidas a competição enfim teve um desfecho diferente. Com a campanha abaixo do esperado da equipe do CRB na primeira fase, o Galo foi o 4° colocado e possibilitou o encontro antecipado com o arquirrival que foi o líder da Primeira Fase. Além de mudar o roteiro habitual dos últimos anos, onde apenas os 2 rivais se enfrentavam nas finais, um confronto entre os dois clubes da capital na fase de semifinal do campeonato não ocorria desde o ano de 2006. 
Em melhor fase, o CSA talvez fosse aponatado como o favorito, principalmente depois de vencer o jogo de ida pelo placar de 1x0. Na volta, porém, o CRB conseguiu devolver o mesmo placar do 1° jogo e forçou a disputa de pênaltis. Nas penalidades, deu CRB, que se classificou para a final Estadual pelo 11° ano consecutivo e ainda encerrou a sequência do rival que vinha de 6 anos seguidos marcando presença nas finais.

## Estatísticas
Existem divergências sobre o número de confrontos entre CRB e CSA. Isso ocorre porque os historiadores do futebol alagoano têm opiniões conflitantes, principalmente em relação aos jogos supostamente realizados antes de 1927. 
A contagem de confrontos mais divulgada pela mídia indica que o clássico de 25/01/2025 foi a 527ª edição do Clássico das Multidões. Nessa contagem, o CRB acumula 189 vitórias, enquanto o CSA tem 159. Foram registrados 178 empates, o que dá uma vantagem de 30 vitórias para o CRB.

## Títulos

### CSA
Único time de Alagoas a disputar um torneio internacional, a Copa Conmebol de 1999, ultima edição deste torneio internacional de futebol interclubes organizado pela Confederação Sul-Americana de Futebol. O Azulão foi vice-campeão, sendo superado na final pelo Talleres, da Argentina). O CSA também foi o primeiro clube de Alagoas a participar do Campeonato Brasileiro (1959). Em 2017, se tornou o primeiro campeão nacional de Alagoas ao conquistar o título do Campeonato Brasileiro - Série C. 

#### Estaduais
- Campeonato Alagoano: 40

(1928, 1929, 1933, 1935, 1936, 1941, 1942, 1944, 1949, 1952, 1955, 1956, 1957, 1958, 1960, 1963, 1965, 1966, 1967, 1968, 1971, 1974, 1975, 1980, 1981, 1982, 1984, 1985, 1988, 1990, 1991, 1994, 1996, 1997, 1998, 1999, 2008, 2018, 2019 e 2021)
- Torneio Início: 14

(1927, 1928, 1929, 1930, 1933, 1935, 1940, 1946, 1949, 1957, 1961, 1965, 1972)

### CRB
É o único clube alagoano a ganhar um título interestadual disputado contra os times paraibanos que concedeu acesso para segunda divisão do campeonato brasileiro. O CRB é o segundo clube mais velho do Estado, sendo o pioneiro no Estado a participar na Série B do Campeonato Brasileiro (1971), também foi o primeiro a vencer um Campeonato Alagoano (1927), e a ganhar um título regional, o Torneio José Américo de Almeida Filho (1975). O CRB foi o primeiro clube de Alagoas a construir estádio particular, e o primeiro campeão no estádio Rei Pelé. A equipe chegou a final da Série C em 2011 e foi vice-campeã da Copa do Nordeste em 1994.

#### Regionais
Campeão do Torneio José Américo de Almeida Filho em 1975
Torneio realizado pela Confederação Brasileira de Desportos (CBD, precursora da atual CBF), em 1975, para que as equipes do Nordeste brasileiro que não se classificaram para a disputa do Campeonato Brasileiro permanecessem em atividade. A competição contou com a participação de seis equipes de três estados diferentes. A CBF não reconhece o título deste torneio como sendo da Copa do Nordeste.

#### Estaduais
- Campeonato Alagoano: 35

(1927, 1930, 1937, 1938, 1939, 1940, 1950, 1951, 1961, 1964, 1969, 1970, 1972, 1973, 1976, 1977, 1978, 1979, 1983, 1986, 1987, 1992, 1993, 1995, 2002, 2012, 2013, 2015, 2016, 2017, 2020, 2022, 2023, 2024 e 2025)
- Torneio Início: 16

(1936, 1937, 1939, 1943, 1944, 1945, 1946, 1951, 1956, 1958, 1962, 1963, 1966, 1969, 1970, 1973)

## Maiores goleadas

### 1939: Jogo da Sofia
A partida do dia 1 de outubro de 1939 ficou conhecida como o "Jogo da Sofia", quando o CRB venceu o rival por 6–0 na decisão do Campeonato Alagoano. Diz a história que o jogador Arlindo (um dos destaques do CRB na partida) era adepto do jogo do bicho e criava uma cabra chamada Sofia. De vez em quando, ele cantava uma uma modinha com todos os bichos do jogo, e ao chegar na cabra, ele dava uma paradinha e relembrava o jogo.
- Ficha técnica - CRB 6–0 CSA
- Competição: Segundo Turno do Campeonato Alagoano de 1939
- Data: 01 de outubro de 1939
- Gols: Arlindo (2 vezes), Duda (2 vezes), Regis e Ramalho.
- Árbitro: Artur Reis
- Local: Estádio da Pajuçara

### 1952: Jogo do Xaxado
Em 1952,o jogo do Xaxado foi um dos que mais emocionaram a torcida azulina. Não somente pelo resultado de 4×0,  que o clube deu no seu tradicional adversário em sua própria casa, o CRB. Foi um baile, um olé. Jamais se pensou em desrespeitar o adversário, mas era gostoso observar a bola de pé em pé com os alvirrubros na roda a torcida azulina batendo palmas e gritando, ritmicamente, a palavra xaxado. Muitos gols foram perdidos. Dida depois de driblar toda a defesa do CRB, inclusive o goleiro Levino, quase na linha de gol, preferiu voltar e passar a bola para um companheiro. Oscarzinho também esteve para marcar e terminou sentando na bola na linha do gol.
Campeonato Alagoano 1952
| 16 de setembro de 1952 | CRB | 0 – 4 | CSA             | Estádio Severiano Gomes Filho, Maceió |
|                        |     |       | Edgar · Dengoso | Árbitro: Waldomiro Brêda              |

CSA: - Almir, Bem e Arestides, Oscarzinho, Zanélio e Neu, Napoleão (Ié), Biu Cabecinha, Dida, Dengoso e Edgar (Bemvindo).

CRB: - Levino (Luiz), Helio Ramires (Ferrari) e Miguel Rosas, Netinho, Castanha e Moura, Sansão, Arroxelas (Santa Rita), Dario, Mourão (Zé Cicero) e Zeca.

### 1992: Entrega das Faixas
No Campeonato Alagoano de 1992, que foi disputado no sistema de pontos corridos, o CRB fez história e foi campeão do torneio de forma invicta. A partida mais memorável dentre todas que o clube fez, foi o clássico contra o CSA disputado no dia 13 de novembro. Com uma atuação de gala o time da Pajuçara acabou vencendo seu rival por 5x2, com três gols do atacante Gerônimo. Com esse resultado o Galo coroava a excelente campanha do título, que já havia sido conquistado com duas rodadas de antecedência e deixou os regatianos eufóricos.
- Ficha técnica - CRB 5–2 CSA
- Competição: Campeonato Alagoano de Futebol de 1992
- Data: 13 de novembro de 1992
- Gols: Jerônimo - duas vezes, Ivanildo, Joel, Café - contra (CRB), Wilson e Lino (CSA)
- Árbitro: Josival Pedro
- Estádio: Severino Gomes Filho
- Público: 1.612 pessoas

## Casos de Vandalismo e Violência
Durante as partidas dos clássicos tem se notado o acontecimento de casos de vandalismo, com ônibus depredados, depredação do estádio, e briga entre as torcidas organizadas.
Na decisão do Campeonato Alagoano de 2016, aos 46 minutos do segundo tempo, perante a vitória do CRB e, consequentemente, o título estadual, houve uma invasão do campo por parte das duas torcidas, e uma pancadaria generalizada tomou conta do Estádio Rei Pelé. Apesar das imagens fortes, que mostram um grupo de torcedores azulinos cercando e espancando um torcedor do CRB que estava caído no gramado, apesar da demora da polícia militar em agir a confusão não se tornou algo maior. Cinco pessoas ficaram feridas, todas encaminhadas ao HGE. As cenas de violência tiveram destaque internacional, e repercutiram em alguns dos maiores jornais esportivos do mundo, como a Gazetta dello Sport e o Olé.